# Aranha cuspideira

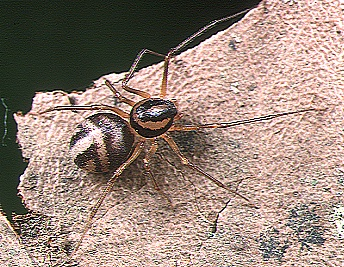
Scytodes Fuscas

Scytodes thoracica é uma aranha do gênero Scytodes conhecida por lançar sua teia em suas vítimas, prendendo-as ao chão. É uma espécie territorialista, onde os adultos (principalmente as fêmeas) são agressivos a outros adultos.

## Táticas de caça
A aranha cuspideira caça a noite, sua tática é complexa, quando chega próximo dispara dois fios de seda, já imobilizando-a, se a pressa for maior ela disparará mais vezes até a pressa está imobilizada. Presumasse que tenha uma ótima audição e visão para caçada a noite.         

## Habitat
Espécies deste gênero habitam na América, África, Ásia do Sul, Europa do Sul e Oceania, podendo ser encontrada em casas, não aguenta muito frio.

## Reprodução
A mãe tece uma teia para colocar seus ovos.